# Taguatinga
Taguatinga este un oraș în Tocantins (TO), Brazilia.